# 帶紋臼齒麗鯛
帶紋臼齒麗鯛為輻鰭魚綱鱸形目隆頭魚亞目慈鯛科的其中一種，分布於非洲馬拉威湖流域，體長可達20.6公分，棲息在沙底質水域，以浮游生物為食，生活習性不明，可作為觀賞魚。

## 擴展閱讀
維基物種上的相關：帶紋臼齒麗鯛